# Glibaći
Glibaći (en serbe cyrillique : Глибаћи) est un village du nord du Monténégro, dans la municipalité de Pljevlja.

## Démographie

### Évolution historique de la population
| 1948 | 1953 | 1961 | 1971 | 1981 | 1991 | 2003 |
| ---- | ---- | ---- | ---- | ---- | ---- | ---- |
| 279  | 326  | 312  | 322  | 233  | 143  | 111  |